# Zasjiversk
Zasjiversk (Russisch: Зашиверск) is een verlaten stad in het noordoosten van de Russische autonome republiek Jakoetië aan de rivier de Indigirka boven de noordpoolcirkel in de huidige oeloes Momski.

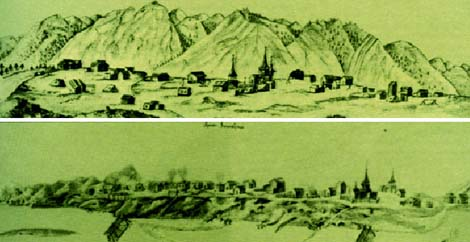
Zasjiversk tussen 1785 en 1792 (Loeka Voronin)

## Geschiedenis

### Stichting en groei
De stad werd gesticht in 1639 als een ostrog (houten fort) door Jenisej-Kozak Posnik Ivanov samen met een groep dienstlieden, toen deze de Sobatsjarivier (de naam van de Indigirka in die tijd) bereikten. De naam is afgeleid van de rotsen in de stroomversnellingen in de benedenloop van de rivier, die sjiverami worden genoemd.
De plaats groeide uit tot het Russische centrum van de regio rond de Indigirka en groeide al snel tot een plaats waar allerlei soorten handelaren en andere lieden kwamen. Het vormde de uitvalsbasis van waaruit de jasak werd geïnd van de omwonende volken. Deze kwamen echter regelmatig in opstand en vielen de plaats aan. Er zijn aanvallen door Lamoeten en Joekagieren bekend uit 1668 en 1679. Uit die tijd dateerde waarschijnlijk de bouw van de houten vestingwal rond de plaats, waardoor het de enige versterkte plaats bij de Indigirka werd en mede daardoor nog in belang toenam. In 1700 werd de Spasskaja-kerk gebouwd in de plaats, die uitgroeide tot het centrum voor de verspreiding van het christendom (het Russisch-orthodoxe geloof) in het noordoosten van Siberië.

### Oejezdstad: hoogtijdagen

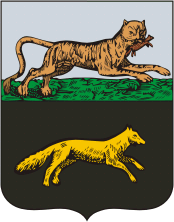
Wapenschild van Zasjiversk uit 1790

In 1783 werd Jakoetië onderdeel van de namestnitsjestvo van Irkoetsk en werd Zasjiversk het bestuurlijk centrum van de gelijknamige oejezd. Ook kreeg ze status van (oejezd)stad. Dit betekende een nieuwe fase in de geschiedenis van de stad, daar ze nu verantwoordelijk was voor het hele gebied van de benedenloop van de Lena en het Verchojanskgebergte. De plaats kreeg een stadhuis, rechtbank, politiepost en een aantal drinkgelegenheden. Het aantal inwoners steeg tot boven de 500, in die tijd een grote plaats. Het belang bleek uit het feit dat de politieofficier uit Zasjiversk in naam van tsarina Catharina de Grote mocht onderhandelen met de Tsjoektsjen voor hun "vrijwillige aansluiting" bij het Russische Rijk in 1789 en hen jaarlijks geschenken ter waarde van 500 roebel aan staatsgelden mocht uitdelen.
Jaarlijks vond er in december een jaarmarkt plaats, waarnaar Russische, Joekagierse, Eveense en Jakoetse handelaren vanuit de toendra, bostoendra en taiga kwamen en waar onder meer gehandeld werd in bont (huiden van sabelmarters, vossen, eekhoorns en Siberische wezels), mammoetbeenderen, producten gemaakt uit Siberische muskusherten, ijzer, sterkedrank, kleren, tabak, bloem en suiker.

### Epidemieën: neergang en verlating
Aan het einde van de 18e eeuw raakten de sabelmarters in het gebied door overbejaging vanwege hun kostbare huiden echter steeds schaarser en verdween de belangrijkste inkomensvorm. De grootste klap kwam echter doordat de stadsbevolking geen toegang had tot medische zorg. Hierdoor eisten de frequente zwarte pokken-epidemieën een zware tol onder de bevolking, waarop de stad steeds meer haar bestuurlijke en economische waarde verloor. In 1803 werd het aantal oejezden ingeperkt en verloor Zasjiversk naast haar stadstatus ook al haar bestuurlijke verantwoordelijkheden aan Verchojansk. Tussen 1812 en 1856 zorgden nieuwe epidemieën van onder andere pokken en mazelen ervoor dat het grootste deel van de bevolking stierf of vertrok. In de jaren 40 van de 19e eeuw was er nog maar een handvol inwoners overgebleven en de zwarte-pokkenepedidemie in de jaren 80 zorgden ervoor dat er nog slechts 1 inwoner overbleef; een klein meisje. Dit betekende het einde van de plaats. In 1898 werd Zasjiversk definitief verlaten.

## Het kerkje van Zasjiversk
In de periode erna werd de stad overgegeven aan de natuurelementen en raakte overgroeid. In 1971 organiseerden wetenschappers van de Siberische afdeling van de Sovjetacademie van Wetenschappen een expeditie naar de plaats en verrichtten er opgravingen. Het kerkje, dat omgedoopt werd in de Spaso-Zasjiversk-kerk, werd meegenomen naar Novosibirsk en opnieuw opgebouwd in het wetenschapscentrum Akademgorodok. De kerk is het enige overgebleven voorbeeld van een oud-Russische kerk met een tentdak in Siberië en staat tentoongesteld in het historisch-architectonisch openluchtmuseum van Akademgorodok. Een replica werd gebouwd in het plaatsje Ogorodtach (Sottintsy) ten noordoosten van Jakoetsk aan de oostelijke oever van de Lena.